# Coroglio
Coroglio è una zona di Napoli a ridosso di Capo Posillipo, attraversata dall'omonima via panoramica che collega la collina di Posillipo con il quartiere di Bagnoli, di cui delimita per un tratto il lungomare.

## Descrizione
Il tratto di ascesa alla collina di Posillipo (oggi "Discesa di Coroglio") era conosciuto in origine come "Rampa di Coroglio" o "dei tedeschi", per le esplorazioni che studiosi tedeschi fecero all'inizio dell'Ottocento nella Grotta di Seiano (che si apre sulla via). La rampa fu trasformata in strada rotabile nel 1840 .
Il toponimo (riferito all'estremità della collina di Posillipo da cui parte la strada) pare derivi dal termine napoletano "curuoglio", con cui si indica "quel cercine o torciglione di panno, che si adatta sul capo a comodo trasporto di oggetti pesanti" 
Per gran parte del suo tracciato via Coroglio separa dal mare l'area dismessa dell'ex polo siderurgico dell'Italsider. La zona, nell'Ottocento a vocazione turistica e nel secolo successivo fortemente industrializzata, è oggi parte integrante dell'area di intervento dei progetti di riqualificazione urbana di "Bagnoli Futura".